# Anatatha nigrisigna
Anatatha nigrisigna là một loài bướm đêm trong họ Erebidae.